# マスエフェクト3
『マスエフェクト3』（Mass Effect 3）は、BioWareが開発しエレクトロニック・アーツが発売したアクションロールプレイングゲームである。 2012年3月6日にMicrosoft Windows、Xbox 360、PlayStation 3向けに発売され、後にWii U版「Mass Effect 3: Special Edition」が2012年11月18日に発売された。『マスエフェクト3』は『マスエフェクト』、『マスエフェクト 2』からつづく『マスエフェクト』三部作の最終作である。本作の舞台は、高度な文明を持つ機械生命体「リーパー」の侵略を受けている2186年の天の川銀河である。本作で人類のエリート兵シェパード少佐の物語が完結する。
『マスエフェクト2』と同様に、前作のクリア済データを引き継ぐことが可能である。前作プレイ時の選択結果によって、セリフ、イベント、登場キャラクターが変化する。もちろん引継ぎを行わないプレイも可能である。本作では、サードパーソン・シューティングをベースとしたカバーなどのシリーズ伝統のゲームプレイ要素の多くは残った一方で、マルチプレイヤー要素などの新たな要素も導入された。ゲームの音楽は『マスエフェクト2』のオーケストラの音と『マスエフェクト』のシンセサイザーの駆動音の間でのバランスを目指した様々な作曲家によってつくられている。
『マスエフェクト3』はコンピュータゲームの出版物の批評家達からの賞賛を得た。本作のアートディレクション、キャラクター、ストーリー、改良された戦闘、サウンドトラック、吹き替えが称賛された。しかし、同作のエンディングに対してファンからの批判が相次ぎ、抗議行動や署名活動に発展した。これに対しBioWareは、オリジナルのエンディングを拡張するダウンロードコンテンツパック「Extended Cut」をリリースした。
本作はSpike Video Game AwardsのベストRPGやGame Informerのゲームオブザイヤーを含むいくつかの年末のアワードを受賞した。2017年3月、続編となる『マスエフェクト:アンドロメダ』が発売された。

## ゲームプレイ
『マスエフェクト3』は、プレイヤーが三人称視点でシェパードを操作するアクションロールプレイングゲームである。シェパードの性別、外見、軍歴、戦闘訓練およびファーストネーム（名）はゲーム開始前にプレイヤーが決定する。プレイヤーが『マスエフェクト2』をクリアしたセーブデータを持っている場合、ゲームキャラクターをインポートできるようになる。古いキャラクターをインポートすることで過去の『マスエフェクト』作品における決定が引き継がれて『マスエフェクト3』のプロットに影響を及ぼす。シリーズの過去作と同様にプレイヤーはそれぞれがユニークなスキルセットを有する6種類のキャラクタークラスから選択できる。例えば、アデプトクラスはテレキネシスパワーに長けている一方で、ソルジャークラスは武器に長けている。任務やクエストを達成することでプレイヤーに経験値を与えられる。十分なポイントを獲得したらシェパードはレベルアップし、ツリー型のスキルのアンロックまたはアップグレードを行えるようになる。
『マスエフェクト3』は、プリセットされたキャンペーンモードが3種類（アクション、ストーリー、RPG）存在する。アクションモードでは会話は返答が自動化され、戦闘難易度は標準となり、ストーリーモードでは会話は手動で返答し、戦闘難易度は最小である。RPGモードでは会話は手動で返答し、戦闘難易度は標準的である。本作は異なる弾の種類、銃身、改造、スコープで銃を強化して戦闘効率を改善できるなどの様々なロールプレイング要素を搭載している。プレイヤーがキネクトを持っている場合、コントローラーを用いて選択する代わりにカスタマイズ選択を口頭で行える。ゲームをクリアした際に、さらに武器をアップグレードできるなどの特定のボーナスと共にゲームを最初から始められるNew Game+がアンロックされる。
『マスエフェクト3』の主要な移動手段は恒星船「ノルマンディSR2(Normandy SR2)」である。船内でプレイヤーは行き先の選択や資源収集用の惑星スキャン、ミッションの開始などを行うためにギャラクシーマップを使用できる。管理タスクでプレイヤーを補助するために本作は利用できるミッションを自動的にジャーナルに記録するが、シリーズの過去作と異なり、ジャーナルはメインクエストとサイドクエストを区別しない。一般に『マスエフェクト3』は最終ミッションに備えるための「実働軍事力」(EMS)の増加を中心に展開する 。EMSは「総合軍事力」(TMS)と「準備レーティング」(RR)を乗算して計算される。TMSは『マスエフェクト』シリーズ全作の成果を含む「戦闘資産」を獲得することで増加するのに対してRRはマルチプレイヤーモードをプレイすることで増加する

### 対話と道徳
アクションモードに設定されていない限り、プレイヤーは『マスエフェクト3』のノンプレイヤーキャラクターと放射状のコマンドメニューを利用することで対話でき、会話の選択肢はホイールの各方向に配置されている。大半の会話はホイールの右上に表示されるパラゴン(外交的)または右下に現れるレネゲイド(威圧)のどちらかの選択肢を選ぶことで進行する。ノルマンディに乗船する部隊の仲間との会話により、シェパードは時間と共に彼らと友情や一部の場合に恋愛関係を培うことができる。シェパードが男性でも女性でも同性の関係は利用できる。『マスエフェクト2』からインポートされているシェパードが過去の『マスエフェクト』作品のそれぞれで誰かと恋愛関係になっていた場合、その後『マスエフェクト3』で両方のキャラクターがシェパードの関心のために争う。一部の会話の間にプレイヤーは対話ホイールで利用するものの一時的な代替として特定の状況依存型の割り込み選択肢が表示される
いくつかの機会において、プレイヤーはゲームのストーリーに影響を与える決定を下す必要がある。例えば、あるミッションでは2つの種族の内どちらに加担するかプレイヤーに問われるが、その選択がどちらかの種の根絶に繋がりうる。『マスエフェクト3』の間に対話とストーリーの決断は共に「評判点」に追加され、点数が蓄積するにつれてさらなる意思決定や会話の選択肢がアンロックされる。ゲームの結末は達成した成果とシリーズを通じて下した決定に影響される

### 戦闘
『マスエフェクト3』の戦闘はリアルタイムで起こるが、狙ったり武器を変えたりメニューからスキルを使用するために一時停止することもできる。戦闘中、プレイヤーはシェパードを肩越しの視点から直接操作し、はしごを登ったり、戦闘ローリングしたり、スプリントを行ったりすることでマップを駆け巡ることができる。 シェパードは通常ゲームの人工知能が操作する2人の部隊メンバーを同伴する。しかし、プレイヤーは引き続きポジションに付くよう命じたり、彼らの力を選ぶことができる。キネクトユーザーはこれらのコマンドを口頭で出すこともできる。部隊メンバーが死亡した場合、プレイヤーが近くにいるならユニティパワーまたは画面上のプロンプトを利用して復活させることができる
敵との遭遇には一般的に協力し異なる役割を持つ互いをサポートする敵勢力を上手く切り抜けることが含まれる。例えば、通常の戦闘は遠距離から銃撃するサプレッサータイプの敵を倒しつつ常に突撃を行うより攻撃的な敵に対処することも含まれる。ダメージを受けるのを避けるためにプレイヤーは戦場にあるオブジェクトの陰に隠れることができるが、高難易度ではプレイヤーは動き続けることも必要になってくる。シェパードまたは部隊メンバーに命中した場合、ダメージは切れるまでシールド自体にかかり、体力の最後のレイヤーは死亡するか、体力が回復するかシールドが再生するまで徐々に枯渇していく
敵対勢力は銃撃、近接攻撃または戦闘ドローンなどの特殊スキルによってダメージを受ける。必要に応じて近接攻撃システムはゲームプレイの重要な側面になり得る。例えば、プレイヤーはキャラクタークラスによって変化する重い近接攻撃を繰り出すことができる。全ての敵は焼却スキルや発射レートの遅い武器に対して弱いアーマーなど特定の攻撃の種類に影響を受けやすい防御を有している。時々、プレイヤーは他の攻撃的なアプローチを提示されることがある。例えばプレイヤーがAtlas Mechと遭遇し、全体の装甲を破壊せずに操縦者を倒した場合シェパードは内部へと登りその頑丈な武器を操作することができる

### マルチプレイヤー
『マスエフェクト3』はマルチプレイヤーモード「Galaxy at War」を搭載している。このモードではエスカレートしていく敵の波を生き残り、一連の目標を達成しなければならない大群スタイルの協力試合を最大4人のプレイヤーが協力して達成する。試合が完了した時にプレイヤーは新たなキャラクタータイプや武器などのアンロック可能なランダム生成パックの購入に使えるゲーム内通貨を獲得する。ゲーム内通貨はまたマイクロトランザクション経由でも入手可能である。モードが登場して最初の一年の間はプレイヤーはBioWareスポンサーの特別な目標と高い報酬の課題に参加することができた
人間としてのみプレイできるシングルプレイヤーモードとは対照的にマルチプレイヤーモードは幅広い種族を選択できる。クローガン用の「クローガンチャージ」など全ての種族は独特の力を有している。戦闘はシングルプレイヤーのものをベースとしているが、武器を変更するためのポーズメニューがないなどの一部の違いがある。その代わりに武器はボタンを押し続けることで変更できる。プレイの頻度と達成したマルチプレイヤーミッションの数はシングルプレイヤーキャンペーンの結果に影響する

## 概要

### 設定
『マスエフェクト』三部作の舞台は22世紀の天の川銀河の内部であり、絶滅したエイリアン種族プロセアンが建設したと考えられている技術である大量転送デバイス「マスリレイ」の使用を通じた恒星間航行が実現していた。政府のコングロマリット組織シタデル評議会は銀河の大部分を管理し銀河のコミュニティの種族間で法と秩序を維持する役目を負っている。シタデル評議会に所属する種族には人間、アサリ、サラリアン、トゥーリアンが含まれる。他のエイリアン種族は爬虫類のクローガン、環境に適したクォリアン、ネットワーク化された人工知能の敵対的な種族ゲスなどがいる
『マスエフェクト3』 は『マスエフェクト2』の出来事から6か月後の2186年に始まる。銀河のコミュニティは5万年毎に全ての有機生命の文明を根絶すると考えられていた高度に先進的な合成有機宇宙船の機械種族「リーパー」による侵攻に怯えて暮らしていた。その間にサラリアンが開発しトゥーリアンが配備した遺伝変異ジェノファージによってクローガンは絶滅の危機に瀕していた。クォリアンはゲスから彼らの母星を奪還する準備をしており、人類史上主義組織のサーベラスは人間のコロニーを誘拐していた洗脳されたプロセアンである「コレクター」を倒すためのシェパードとの一時的な同盟の後、再編成を行っていた。シェパードはバタリアンスペースのマスリレイを破壊しリーパーの侵攻を遅らせたが、そのプロセスの中で全てのシステムを抹消した後、職務を退き地球に駐留していた

### キャラクター

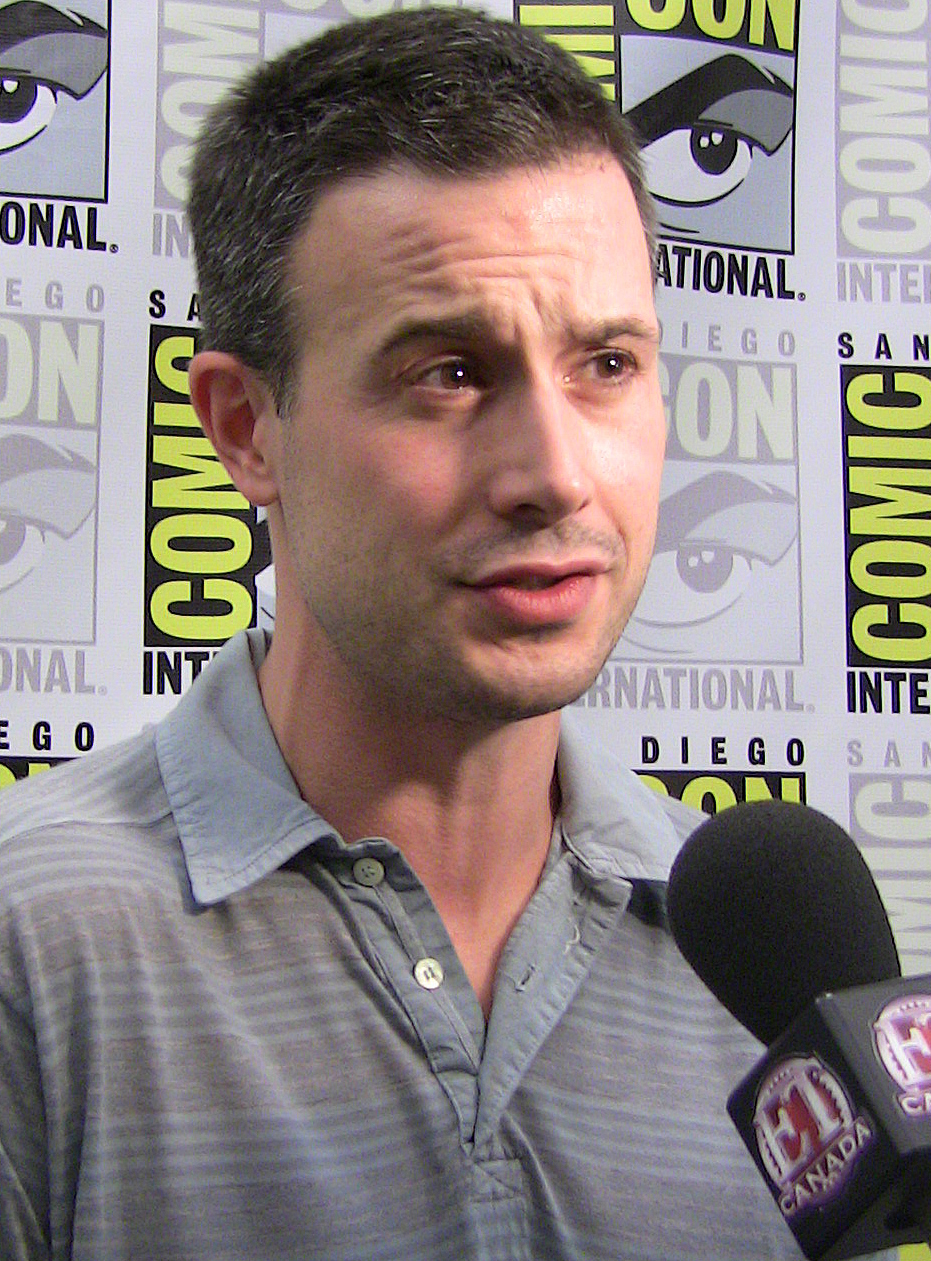
フレディ・プリンゼ・ジュニアがジェームズ・ヴェガ役として『マスエフェクト3』のキャストに入った

『マスエフェクト3』の主人公は恒星船「ノルマンディSR2」を指揮する人間のエリート兵シェパード(マーク・ミアまたはジェニファー・ヘイル)である。 正確な名簿は様々であるが、シェパードの部隊メンバーは主にシステムアライアンス士官アシュリー・ウィリアムズ(キンバリー・ブルックス)またはカイダン・アレンコ(ラファエル・スバージ)、システムアライアンスの海兵隊員ジェームズ・ヴェガ(フレディ・プリンゼ・ジュニア)、アサリの情報ブローカーのリアラ・ティッソーニー(Ali Hillis)、トゥーリアンの軍事アドバイザーのギャレス・ヴァカリアン (ブランドン・キーナー)、人工知能EDI（トリシア・エルファー）およびクォリアンのエンジニアのタリゾラ(Ash Sroka)である。他のキャラクターにはノルマンディパイロットのジェフ「ジョーカー」モロー(セス・グリーン)、システムアライアンスの提督デイビッド・アンダーソン(キース・デイヴィッド、同じくシステムのアライアンス提督スティーヴン・ハケット (ランス・ヘンリクセン)、サーベラスのリーダーのイルーシブマン(マーティン・シーン)およびサーベラスの暗殺者カイレン(トロイ・ベイカー)などがいる。人間のサーベラスオフィサーであるミランダ・ローソン(Yvonne Strahovski)、サラリアンの科学者モーディン・ソーラス (William Salyers)、クローガンのリーダーのアードノット・レックス(Steven Barr)、人間の犯罪者ジャック (Courtenay Taylor)、遺伝子操作されたクローガンの兵士グラント (スティーヴン・ブルーム)、ドレルの暗殺者セイン・クリオス(Keythe Farley)、アサリのジャスティカであるサマラ(Maggie Baird)およびゲスの移動プラットフォームのリージョン(D. C. Douglas)などの元部隊メンバーもまた登場する

## ストーリー
前作から半年後、アルファリレイの破壊についての責任を問われたシェパードは、軍法会議にかけられ連合により拘束されていた。アンダーソン大佐に連れられ公聴会に出席していたシェパードだったが、突如リーパーの襲撃を受ける。襲撃により傷ついていく仲間たち……地球はリーパーの手に落ち、銀河系のその他星も次々と滅亡の危機に直面する。
シェパードは、リーパーを破壊するための手がかりを見つけ出し、この終わらぬ戦争に終止符を打つことが出来るのか。

## 開発

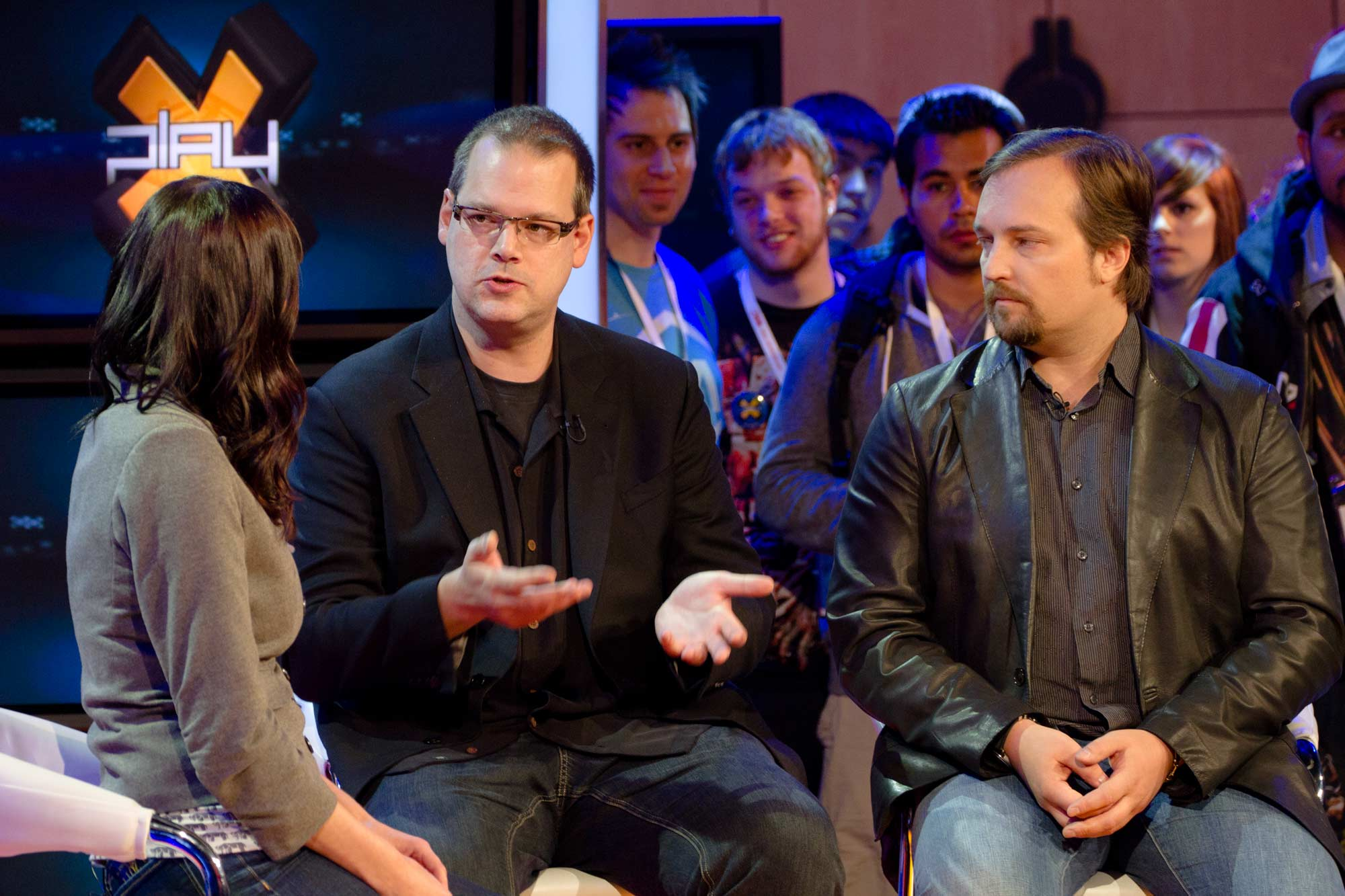
BioWare共同創業者のレイ・ミュジカとグレッグ・ゼスチャックは『マスエフェクト3』は新規プレーヤーと古参プレーヤーの両方に触れやすいものであると想定していた

『マスエフェクト3』はBiowareが開発しエレクトロニック・アーツ(EA)が発売した。シリーズの過去作と同様に、BioWareの創業者であるグレッグ・ゼスチャックとレイ・ミュジカと共にフランチャイズを最初に制作したケイシー・ハドソンが本作のディレクターを務めている。本作のリードライターは『マスエフェクト2』でDrew Karpyshynと共に共同ライターを務めたMac Waltersである。Karpyshynは『マスエフェクト2』の後、『Star Wars: The Old Republic』に取り組むためにシリーズの制作から外れている

### ゲームデザイン
『マスエフェクト3』の開発の初期段階は『マスエフェクト2』が発売されるより前に始まっていた。『マスエフェクト3』がライフスパンの終わりに近づいていた家庭用ゲーム機向けに設計されたため、BioWareはテクノロジーを進歩させるよりもゲームプレイとストーリーテリングの最適化により集中することになった。デザインプロセス全体を通して、同社は『マスエフェクト2』でも用いたアプローチでもあるクリエイティブな決定を支援するために批評的なフィードバックを参照した。例えば、多くのファンが『マスエフェクト2』のロールプレイングシステムが単純化し過ぎていると不満を述べたことで、BioWareはキャラクターカスタマイズの選択肢を更に追加した。他の主な戦略としては『マスエフェクト2』でBioWareがまずい仕事だと感じていた点を改善し、『マスエフェクト3』を新規プレイヤー向けによりユーザーフレンドリーにすることであった
ハドソンのシングルプレイヤーキャンペーンにおける主要な目的の一つが戦闘の改良であり、『マスエフェクト3』を市場で最高のシューティングゲームの一つへと変えることを望んでいた。BioWareはキャラクタークラスを基にした異なる戦術をプレイヤーが用いる必要がある特殊な敵を含む敵の多様性やアニメーションを改善することでこれを達成しようと試みた。同社はまた敵との遭遇が常に予想通りとはいかないようにするために床がなくなりプレイヤーが完全に異なるレベルの環境へと落下するなどの予想外のイベントやリダイレクトを導入することで戦場を予測が難しいものにすることを目標にしていた

### 制作
ハドソンとウォルターズは全ての主要なストーリーポイントを概説した短いストーリー文書を共同制作することにより執筆プロセスを開始した。これらのハイレベルのアイディアはその後それぞれが特定のキャラクターとストーリーアークを任されているチームの他のメンバーに配布された。スタッフメンバーはまた互いの仕事を相互評価する責任を負っている。シリーズ過去作が異なる結果からプレイヤーが選択できるようにしていたためライターは多くの可能性のある変数を説明しなければならなかった。しかしながら、この挑戦を見越して全ての『マスエフェクト3』の攻略動画が少なくとも一定の共有性を持つことを確保するために特定のストーリーアークを先んじてロックした。全体の物語とエンディングは完成する前に複数の草稿を経ている。一つのオリジナルのアイディアとして有機生命体がダークエネルギーを利用することを阻止しようとするリーパーの試みを中心に展開するというものだった
『マスエフェクト3』は4万行以上にも及ぶ会話を必要としており、オリジナルの『マスエフェクト』の約2万行と『マスエフェクト2』の2万5000行と比べて大幅に増加していた。ゲームの広範な声優のキャストにより、一度に一つの場所に配置させるのはBioWareにとって論理的に不可能だった。ボイスオーバーディレクターのCaroline LivingstoneはEdmontonから録音セッションを調整し役者達は遠隔地で働いた。BioWareはこのアプローチと膨大な会話量と組み合わせると各行での適切なイントネーションと音の大きさを一貫して捉えることを難しくしていることに留意した。この種のエラーを減らすために彼らは各行とそれに関連する適切なトーンを記載する「強度音量マトリックス」などの独自技術を開発した
『マスエフェクト3』は元々は2年未満で完成し得るプロジェクトとして計画されていた。しかしながら、2011年3月までに開発時間が更に必要であることが明らかになったことでBioWareはゲームの発売日を2011年のQ4から2012年のQ1にずらした。この締切に間に合わせるために同社はまた基盤のゲームから新たなプロセアンの部隊仲間の削除などの一部でストーリーの妥協を行った。11月に『マスエフェクト3』のプライベートベータ版がXbox Liveに漏洩し、プレイヤーは未公開のストーリーの詳細にアクセスできたことで、BioWareは土壇場でストーリーの一部を変更することを余儀なくされた。『マスエフェクト3』は2012年2月に供給の承認を正式に得て事実上完成した

### 音楽
『マスエフェクト3』の音楽はSasha Dikicyan、Sam Hulick、クリストファー・レナーツ、 クリント・マンセルおよびCris Velascoが作曲した。マンセルを除く全員が復帰した作曲家であり、Hulickは最初の二作に貢献しており、Dikicyan、LennertzおよびVelascoは『マスエフェクト2』の一部のダウンロードコンテンツパックを作曲した。『マスエフェクト』と『マスエフェクト2』のリード作曲家のジャック・ウォールは『マスエフェクト3』の制作には関与していない。各作曲家には携わるゲームの特定領域が割り当てられ、音楽スコアの合計は90分であった。Hulickによれば、チームは『マスエフェクト2』のオーケストラ音と『マスエフェクト』のシンセサイザー主導の音の間のバランスを目指していた。ゴールデングローブ賞にノミネートされた作曲家マンセルは彼の役割を適切な時に適切な音楽を選択する責任を負うディスクジョッキーの役割に例えた

## マーケティングと発売
『マスエフェクト3』は2010年12月11日にSpike Video Game Awardsにて正式に発表された。翌年の夏、コミコン、 Electronic Entertainment Expo、 Gamescon
およびPAX Primeなどのイベントでデモ映像などが発表された。2011年10月10日にはマルチプレイヤー要素が正式に発表され 、2010年以来長年ファンの間で噂されていたマルチプレイヤーモードが裏付けられた。公式のシングルプレイヤーデモは2012年2月14日にリリースされ、バトルフィールド3を購入しオンラインパスを有効化した消費者に早期アクセス権が与えられた
リリースに至るまで、『マスエフェクト3』は様々な動画コンテンツで宣伝されており、それは2010年の予告編から始まり、2012年のティザー映像「Take Back Earth」で終わった。BioWareはまた架空のブログや週刊ウェブシリーズ「BioWare Pulse」などのバイラルマーケティングを用いていた。あるプロモーションキャンペーンでEAはGPSデバイスを装着した観測気球を用いて『マスエフェクト3』の初期コピーを宇宙へと打ち上げた。ファンは気球をオンラインで追跡することができ、その後地上に落下した後気球を回収することでゲームの初期コピーを入手できた。マーケティングサイクルを通じて、『マスエフェクト3』は多数のリークの対象となった。最も重要なのは2011年11月にミスでプレイベートベータ版がXbox Liveでプレイヤーが入手できるようになったことである
『マスエフェクト』や『マスエフェクト2』と異なりBioWareはシェパードの男性版と女性版の両方で『マスエフェクト3』を宣伝した。口語的に「FemShep」と呼ばれる女性のシェパードは彼女独自の映像とゲームの一部バージョン(片方にFemShepが挿入されているリバーシブルのスリップケースが特徴のスタンダード版など)のカバーに登場する 。公式のFemShepモデルの決定を助けるためにBioWareはFacebook上で5つのプロトタイプの中から選択するようファンに求めた。最終的に、5番目のプロトタイプが勝利し、その髪の色を決める新たなファン投票が実施され赤に決まった
『マスエフェクト3』のスタンダード版に加えて、プレイヤーはゲーム内ボーナスやアンロック可能なアイテムが付属するコレクターズエディションとデジタルデラックスエディションも購入できる。デジタルデラックスエディションはEAのダウンロード販売とデジタル著作権管理システムであるOriginを通じてのみ入手できる。本作はまた予約注文が行われた場所に応じて様々な事前予約特典も付属していた。例えば、PlayStation Networkからゲームの予約注文をした人にはM-55アーガスアサルトウェポンと『マスエフェクト3』のPlayStationテーマが与えられた
『マスエフェクト3』は本来2011年後半にリリースされる予定だったが、正式リリースは最終的に2012年3月6日に変更された。当初、ゲームはMicrosoft Windows、Xbox 360、PlayStation 3向けのみにリリースされた。ゲームの新品は全てにマルチプレイヤーモードへのアクセスが許可されるオンラインパスが付属しているが、中古品は一般に新規パスを購入する必要がある。PC上で『マスエフェクト3』を起動するためにプレイヤーはOriginをインストールする必要があった。2012年11月18日、ゲームのWii U版が北米でリリースされ、11月30日にヨーロッパ、12月6日に日本でもリリースされた。『マスエフェクト2』と共に『マスエフェクト3』も2016年11月7日にXbox Oneの後方互換に対応した

## ダウンロードコンテンツ
『マスエフェクト3』用の様々なダウンロードコンテンツ(DLC)パックが2012年3月から2013年4月にかけてリリースされている。コンテンツとしてはゲーム内アイテムパックのマイナーなDLCからより重要なストーリー関連のミッションのDLCまである。ゲームのオリジナルのエンディングを拡張するDLC「Extended Cut」は、オリジナルの3つの選択肢に加えて、現行の有機生命のサイクルに対する必然的なリーパーの勝利につながることになるカタリストを拒絶する選択肢が追加される。このDLCはまた各エンディングをエピローグで補完しており、結末の別側面について詳述している。例えばオリジナルのエンディングではノルマンディがクルーシブルの爆発から逃れようとしているシーンがあったが、なぜノルマンディがそもそも戦闘から逃げていたかについて詳細に説明されていなかった。Extended Cut ではハケット提督が退却を命じるシーンが追加された
他の主要なDLCとして新たな部隊メンバーのプロセアンJavikが追加される「From Ashes」、リーパーの起源に関するさらなる情報が明らかになる「Leviathan」、 アサリの元統治者のアリア・トロークと共に宇宙ステーションを奪還する「Omega」、ノルマンディSR2の着陸休暇時のクルーをフォローする「Citadel」がリリースされている。インタラクティブコミック「Genesis 2」もまた入手でき、シリーズ過去作を再びプレイしなくてもその場で重要なストーリー上の決定をすぐにカスタマイズすることができる。ゲームのWii U版はGenesis 2、From Ashes、Leviathanを搭載している。全DLCの内、Citadelは最も評価され2013年のSpike Video Game AwardsのベストDLCにノミネートされた

## 評価
レビューアグリゲーターのMetacriticによれば、リリース時『マスエフェクト3』のXbox 360版とPlayStation 3版はコンピュータゲームの出版物から「絶賛」された一方でMicrosoft Windows版とWii U版は「概ね好意的なレビュー」を得た 。ゲームのXbox 360版とPlayStation 3版は100点中93点のスコアを記録し、『マスエフェクト3』は両方のシステムにおいて2012年の最高評価のゲームになった。
批評家は『マスエフェクト3』は『マスエフェクト』三部作の満足の行く結末だったと感じた。Eurogamer向けの満点評価のレビューにおいて、ダン・ホワイトヘッドはより曖昧または終わりのない何かではなく、英雄物語の決定的な終わりを提供したことについて本作を賞賛した。Game Informer向けの記事でアレンドリュー・レイナーはBioWareはコンピュータゲーム史上最も「複雑に細工された」ストーリーの一つを作り出したと宣言した。PC Gamer (US)のトム・フランシスは最後は「寄せ集め」であると述べたが、最終的に同作のスケールと情動効果を賞賛し、彼はメインストーリーよりも満足のいくものであると感じていた
批評家はインポートしたセーブゲームと共に『マスエフェクト3』をプレイした経験について強調していた。ポリゴン向けの記事でアーサー・ギースは本作はいかなる過去の文脈なしでも魅力的である一方で、『マスエフェクト』と『マスエフェクト2』をプレイしていたプレイヤーにとってはより有意義なものになったと意見を述べた。The A.V. Clubのガス・マストラパはこれらの感情に呼応し、『マスエフェクト3』は各プレイヤーに彼らの選択や物語の方向に関して柔軟性を持たせられたと賞賛した。対照的にEdgeは『マスエフェクト3』が過去作のイベントに深く依存しており、独自の作品として立つことを妨げていると感じた
『マスエフェクト3』の戦闘システムとマルチプレイヤーモードは称賛を得た。IGN向けに戦闘について論じたColin Moriartyは過去作からの変更点は小さいがそれでも明白であるとした一方でマルチプレイヤーがゲームにリプレイ性を与えるものだと予想していると述べた。Game Informerは戦闘は完璧ではないと指摘したが依然として好意的であり、更に多様な環境と敵の種類を要因として敵との戦闘は『マスエフェクト2』よりもより激しく興味深いものになっていると締めくくった。GameSpot向けの他の記事に置いてKevin VanOrdはパーティのメンバーがクレート上に登ることで彼ら自身が射線内に移動してしまうことや敵が壁にスタックするなどの戦闘中における多数のグリッチを列挙した。Machinimaもまた数多くのバグを指摘したが、その欠陥の埋め合わせとしてのゲームの強力なキャラクターに言及し『マスエフェクト3』が未だに記憶に残る経験であると褒めた。
『マスエフェクト3』は同作のアートデザイン、音楽および声の演技についても高い評価を得た。GameSpotはアートデザインを「素晴らしい」と表現し、色と構成の利用に特に注意を向けた。同じレビューで、同サイトは主要キャラクターに命を吹き込むゲームの声の演技に賛辞を送った。PC Gamer (US)はゲームの音楽に特に言及し、それを「ゴージャス」と呼び、ゲームの情動効果に大きく寄与していると述べた 。The Verge は更に踏み込み、本作の音楽をコンピュータゲーム史上最も「力強く記憶に残る」ものの一つであると表現した。KotakuのKirk Hamiltonはスコアが2012年の最高のコンピュータゲーム音楽の一つを象徴すると感じた

### 論争
『マスエフェクト3』のエンディングはそれが期待はずれと感じたファンから厳しい評価を受けた。批評家はエンディングはキャラクターの選択を取るに足らないものにしていることや閉鎖の一般的な欠如、伝承の矛盾、ストーリーの穴、最終のボス戦闘の欠如およびゲームの開発期間中にBioWareのスタッフによる声明と最終的なエンディングの形態との不一致を指摘した。不満を抱いたファン達はゲームのより良いエンディングを要求するインターネット活動「Retake Mass Effect」を立ち上げ、その一部に「Child's Play」へのチャリティ運動が含まれていた。この運動は2週間以内に公式に8万ドルを調達した
今までに1人のファンが連邦取引委員会に彼のクレームを申し立てた。彼の主張はBioWareが同社のゲームの約束を果たさなかったというものだった。The Better Business Bureauもまたこの論争に応じ、BioWareがゲームの最終結果を巡るプレイヤーが「完全に」コントロールするという誤った宣伝を行ったというファンの主張を支持した。イギリスの広告標準機関は同意せず、エンディングが「テーマ毎にかなり異なり」エンディングコンテンツに反映される選択肢と準備レーティングは既存法下での消費者を欺く行為を避けるために十分に意味のあるものだったとしてEAとBioWareは虚偽広告では無実だと判断した
2012年3月22日、BioWareの共同創業者兼最高経営責任者(CEO)のミュジカはエンディングを巡る反響を認め、同社が問題に対応する予定であり2012年4月に発表されると述べた。4月5日に同社はエンディングを拡張するが置き換えることはない無料のDLCパックを発表した。「Extended Cut」という名の拡張パックは2012年6月26日に大半のプラットフォーム向けにリリースされた。振り返れば、エンディング論争はコンピュータゲームの有意義な論争として注目を集めていた。例えば、PC Gamerは2012年のゲーム論争TOP5の一つとしてこの騒動を位置づけており、IGNのルーシー・オブライエンは消費者がどのようにコンピュータゲームのデベロッパーに影響を与えるかにおいてのパラダイムシフトに寄与したかについて意見を述べた

### 売上
EAは始めは『マスエフェクト3』を350万本出荷した。本作は最初の24時間で89万本以上を販売した。The NPD Groupによれば、発売月に同作は130万本以上売れ、『マスエフェクト2』が発売された2010年1月の合計の二倍に達した。2012年5月、EAは『マスエフェクト3』は2012年度のQ4期間での総利益が2億ドルを超えたと報告した。2017年1月までに本作は600万本以上販売している

### 賞
| 年   | アワード                                   | カテゴリー                                        | 対象作品                        | 結果       | Ref     |
| ---- | ------------------------------------------ | ------------------------------------------------- | ------------------------------- | ---------- | ------- |
| 2011 | Game Critics Awards                        | Best Console Game                                 | Mass Effect 3                   | ノミネート | [ 142 ] |
| 2011 | Game Critics Awards                        | Best Role Playing Game                            | Mass Effect 3                   | ノミネート | [ 142 ] |
| 2011 | GameSpy's Best of E3 2011 Awards           | Overall (and Multiplatform) Game of Show          | Mass Effect 3                   | ノミネート | [ 143 ] |
| 2011 | GameSpy's Best of E3 2011 Awards           | Role-Playing Game of Show                         | Mass Effect 3                   | ノミネート | [ 143 ] |
| 2011 | IGN Best of E3 2011 Awards                 | Best Overall Game                                 | Mass Effect 3                   | ノミネート | [ 144 ] |
| 2011 | IGN Best of E3 2011 Awards                 | Best Xbox 360 Game                                | Mass Effect 3                   | ノミネート | [ 144 ] |
| 2011 | IGN Best of E3 2011 Awards                 | Best PC Game                                      | Mass Effect 3                   | ノミネート | [ 144 ] |
| 2011 | IGN Best of E3 2011 Awards                 | Best Role-Playing Game                            | Mass Effect 3                   | 受賞       | [ 144 ] |
| 2011 | IGN Best of E3 2011 Awards                 | Best Trailer                                      | Mass Effect 3                   | ノミネート | [ 144 ] |
| 2011 | IGN Best of E3 2011 Awards                 | Most Anticipated Game Award                       | Mass Effect 3                   | ノミネート | [ 144 ] |
| 2011 | Spike Video Game Awards                    | Most Anticipated Game                             | Mass Effect 3                   | 受賞       | [ 145 ] |
| 2012 | ゲーム・デベロッパーズ・チョイス・アワード | Game of the Year                                  | Mass Effect 3                   | ノミネート | [ 146 ] |
| 2012 | ゲーム・デベロッパーズ・チョイス・アワード | Best Narrative                                    | Mass Effect 3                   | ノミネート | [ 146 ] |
| 2012 | Game Informer Top 50 Games of 2012         | Game of the Year                                  | Mass Effect 3                   | 受賞       | [ 147 ] |
| 2012 | Game Informer Top 50 Games of 2012         | Best Role-Playing                                 | Mass Effect 3                   | 受賞       | [ 147 ] |
| 2012 | Game Informer Top 50 Games of 2012         | Best Downloadable Content                         | Mass Effect 3                   | 受賞       | [ 147 ] |
| 2012 | ゴールデンジョイスティックアワード         | Best RPG                                          | Mass Effect 3                   | ノミネート | [ 148 ] |
| 2012 | ゴールデンジョイスティックアワード         | Best Gaming Moment                                | Mass Effect 3 – Tuchanka Choice | ノミネート | [ 148 ] |
| 2012 | ゴールデンジョイスティックアワード         | The Golden Joystick Ultimate Game Award           | Mass Effect 3                   | ノミネート | [ 148 ] |
| 2012 | IGN Best of 2012 Awards                    | Game of the Year                                  | Mass Effect 3                   | ノミネート | [ 149 ] |
| 2012 | IGN Best of 2012 Awards                    | Best Xbox 360 Role-Playing Game                   | Mass Effect 3                   | ノミネート | [ 149 ] |
| 2012 | IGN Best of 2012 Awards                    | Best Xbox 360 Graphics                            | Mass Effect 3                   | ノミネート | [ 149 ] |
| 2012 | IGN Best of 2012 Awards                    | Best Xbox 360 Multiplayer Game                    | Mass Effect 3                   | ノミネート | [ 149 ] |
| 2012 | IGN Best of 2012 Awards                    | Best PS3 Role-Playing Game                        | Mass Effect 3                   | 受賞       | [ 149 ] |
| 2012 | IGN Best of 2012 Awards                    | Best PS3 Game                                     | Mass Effect 3                   | ノミネート | [ 149 ] |
| 2012 | IGN Best of 2012 Awards                    | Best Overall Role-Playing Game                    | Mass Effect 3                   | 受賞       | [ 149 ] |
| 2012 | IGN Best of 2012 Awards                    | Best Overall Music                                | Mass Effect 3                   | ノミネート | [ 149 ] |
| 2012 | IGN Best of 2012 Awards                    | Best Overall Sound                                | Mass Effect 3                   | ノミネート | [ 149 ] |
| 2012 | Inside Gaming Awards                       | Best Co-Operative Multiplayer                     | Mass Effect 3                   | 受賞       | [ 150 ] |
| 2012 | Inside Gaming Awards                       | Best Game Cinematography                          | Mass Effect 3                   | 受賞       | [ 150 ] |
| 2012 | PC Gamer Game of the Year Awards 2012      | The Game of the Year 2012                         | Mass Effect 3                   | 受賞       | [ 151 ] |
| 2012 | Polygon's 2012 Games of the Year           | Game of the Year                                  | Mass Effect 3                   | ノミネート | [ 152 ] |
| 2012 | サテライト賞                               | Satellite Award for Outstanding Role Playing Game | Mass Effect 3                   | 受賞       | [ 153 ] |
| 2012 | Spike Video Game Awards                    | Game of the Year                                  | Mass Effect 3                   | ノミネート | [ 154 ] |
| 2012 | Spike Video Game Awards                    | Best RPG                                          | Mass Effect 3                   | 受賞       | [ 154 ] |
| 2012 | Spike Video Game Awards                    | Best Performance by a Human Female                | Jennifer Hale                   | ノミネート | [ 154 ] |
| 2012 | Spike Video Game Awards                    | Best DLC                                          | Mass Effect 3: Leviathan        | ノミネート | [ 154 ] |
| 2012 | Spike Video Game Awards                    | Game of the Decade                                | Mass Effect 3                   | ノミネート | [ 154 ] |
| 2013 | Spike Video Game Awards                    | Best DLC                                          | Mass Effect 3: Citadel          | ノミネート | [ 100 ] |

## 続編
2017年3月21日、続編の『Mass Effect: Andromeda』が発売された。本作は22世紀の天の川銀河から始まるが、大半は634年に渡る旅の後のアンドロメダ銀河が舞台の中心である。同作は新たな主人公であるサラ・ライダーまたはスコット・ライダーが登場し、人類の新たな故郷を見つけることを中心にストーリーが展開していく。発売後、同作はコンピュータゲームの出版物から主に賛否両論の評価を得た。2018年6月時点でBioWareは他の続編の公式な計画を発表してはいないが、ケイシー・ハドソンはスタジオは最終的にはシリーズに復帰する意向に言及した